# Лакей и леди-тигр
«Лакей и леди-тигр» (иер. трад. 蛇猫鹤混形拳, кант.-рус.: Сэ мау хок вань ин кхюнь, англ. Lackey and the Lady Tiger) — гонконгский фильм с боевыми искусствами режиссёров Сяо Луна и Нормана Ло, вышедший в прокат в 1980 году.

## Сюжет
Вышедший из тюрьмы Сэк Па стремится отомстить местному рыбаку, из-за которого он попал за решётку на десять лет. Но за дело берутся внук старика и, замаскированная под парня, девушка, чтобы остановить мстителя.

## В ролях
| Актёр        | Роль                         |
| ------------ | ---------------------------- |
| Тянь Ню      | Хелен / Алан Чю              |
| Марс         | Большой Брат                 |
| Хван Чжон Ри | Сэк Па                       |
| Линда Линь   | сестра Па                    |
| Сэк Кинь     | старик Чю                    |
| Чарли Чань   | учитель Лиу                  |
| Чён Кам      | Лиу Камъяу                   |
| Тоу Сиумин   | косоглазый                   |
| Чхой Фай     | бандит                       |
| Чиу Чилин    | боец с кольчугой на запястье |
| Фун Кинмань  | г-н Вон                      |

## Съёмочная группа
- Кинокомпания: Seasonal Film Corporation
- Продюсер: Ын Сиюнь
- Режиссёр: Сяо Лун, Норман Ло
- Ассистент режиссёра: Хо Тхиньсин, Тин Чёклёнь
- Постановка боёв: Чань Сиупхан, Тоу Вайво, Чю Сиукэй
- Художник: Джонатан Тин
- Оператор: Чён Хой
- Композитор: Эдди Ван
- Монтажёр: Пхунь Хун

## Премьеры
- Гонконг — премьера киноленты в кинотеатральном прокате состоялась 6 марта 1980 года[2].
- Республика Корея — прокат фильма на больших экранах стартовал 15 августа 1980 года[3].

## Критика
Эндрю Сароч, сравнивая фильм с кинолентой «Змея в тени орла» (1978) с участием Джеки Чана, ставит эту картину на одно место с многими другими «слабыми» подражаниями «Змеи». Сароч заявляет, что фильм не является чем-то большим, чем «просто наслаждение» из-за «сколоченных сюжетной линии и серий клише, от которых просто устали два года спустя после их разработки». Также критик недоволен тем, что слишком много времени уделяется «эпизодическим приключениям героя» в то время, как конфликт сдвинут ближе к концу. Тем не менее, хвалит Сароч главного героя и его финального оппонента, персонажа Хвана.
Кинокритик Борис Хохлов видит главной проблемой киноленты то, что у Марса как актёра нет «такого, чтобы мгновенно располагать к себе», несмотря на то, что тот обладает хорошей спортивной подготовкой, актёрской игрой и «комикует он задорно». При этом, как отмечает Хохлов, авторы справляются с «неизбежной вторичностью» благодаря поединкам на шестах и «весьма эффектным» сценам тренировок. Кроме того, когда ближе к концу появляется персонаж Хвана, схватки «выходят на свой максимальный уровень», которые, по мнению критика, сравнимы с лучшими фильмами тех лет.
Бей Логан в книге «Hong Kong Action Cinema» заявляет, что Сэк Кинь в этом фильме исполнил свою наилучшую роль со времён «Выхода дракона» (1973).
Пол Брэмхолл охарактеризовывает фильм одним словом — «выдохшийся». Объясняет автор рецензии такую оценку тем, что, по его мнению, «кинофильм цепляется за предыдущее десятилетие, когда реальность была такова, что многие зрители уже двинулись дальше».